# Ladislav Olejník
Ladislav Olejník (* 8. Mai 1932 in Brünn; † 7. Juni 2022 in Bad Nauheim) war ein deutscher Eishockeytrainer und zuvor ein tschechoslowakischer Eishockeyspieler. Er lebte in Bad Nauheim, war verheiratet und hatte zwei Kinder.

## Spieler
In den 1950ern und 60ern gehörte Olejnik zu den besten Spielern der Tschechoslowakei. Er spielte 38 Mal für die Nationalmannschaft und wurde zwischen 1955 und 1958 sowie von 1960 bis 1966 mit seinem Heimatverein RH Brno bzw. nach der Umbenennung ŽKL Brno elf Mal tschechoslowakischer Meister.

## Trainer
Nach dem Wechsel 1968 nach Deutschland trainierte Olejnik den EC Bad Tölz und führte ihn 1970 zur deutschen Vize-Meisterschaft. Mit dem VfL Bad Nauheim gelang 1974 Platz 3, der beste Platz in Nauheims Bundesliga-Geschichte. 1979 erreichte er mit der deutschen U-20-Nationalmannschaft, die er von 1978 bis 1980 betreute, bei der A-Weltmeisterschaft in Schweden Platz 7. Im gleichen Jahr stand er im erstmals in Deutschland durchgeführten All-Star-Spiel an der Bande der Bundesliga-Ausländer, die die deutsche Auswahl von Hans Rampf 8-3 schlugen.
1980 begann seine erfolgreiche Zeit beim Mannheimer ERC. Er führte die Mannheimer, die er abgesehen von einem kurzen Zwischenspiel 1986 beim SB Rosenheim, bis 1989 trainierte, zu vier deutschen Vize-Meisterschaften (1982, 1983, 1985 und 1987) und drei dritten Plätzen (1981, 1984 und 1988). 1989 wechselte Olejnik zu Eintracht Frankfurt. Mit Platz 6 nach der Hauptrunde führte er die Mannschaft in der Saison zum bis dahin besten Platz in der Vereinshistorie. Im folgenden Jahr war die Mannschaft noch stärker einzuschätzen, Jiří Lála wurde sogar Scorer-König der Liga, allerdings wählte der Verein aus wirtschaftlichen Gründen dann den freiwilligen Abstieg.
Zeitgleich war Olejnik 1990 im Gespann mit Erich Kühnhackl Bundestrainer der deutschen Eishockeynationalmannschaft geworden. Bei der Eishockey-Weltmeisterschaft 1991 in Finnland belegte die deutsche Mannschaft mit nur zwei Unentschieden aber nur Platz 8. Da auch Olejniks Verein wegen der Doppelbelastung Druck ausübte, verzichtete er auf das Amt des Bundestrainers. Er übernahm den Trainerposten beim EHC Freiburg und führte den Club 1992 zum Abschluss der Hauptrunde auf Platz 5, was den größten Erfolg der Freiburger Vereinsgeschichte darstellte. Allerdings schied die Mannschaft dann in der ersten Runde der Play-offs aus. Nachdem er im Januar 1993 nach 33 Spieltagen entlassen wurde, übernahm er 1994 mit den Ratingen Löwen nochmals einen DEL-Club, wurde aber schon nach kurzer Zeit von seinem Amt entbunden. 1998–2005 wurde Olejnik nochmals in hohem Alter Juniorentrainer des EC Bad Nauheim und erreichte unter anderem eine deutsche Vize-Meisterschaft.

## Ehrungen
Obwohl Ladislav Olejnik die ganz großen Titel in Deutschland versagt blieben, wurden seine Leistungen für das deutsche Eishockey anerkannt und er wurde daher in die „Hall of Fame“ des deutschen Eishockeymuseums aufgenommen.